# 放马滩墓群
放马滩墓群是戰國至西漢時期的墓地，位於中華人民共和國甘肅省天水市麥積區黨川鄉放馬灘，為全国重点文物保护单位。放马滩墓群面積為1.1萬平方米，墓地共有100多個墓葬，於1986年開始挖掘。截至2014年，共發覺14座墓葬，其中秦國的墓葬有13座，西漢墓葬1座。秦國墓葬出土有400多件陶器、木器、銅器、漆器；以及年代為秦王政八年（前239年）的7幅繪製在松木板上的邽縣（天水）地圖；460枚秦國木簡，內容為日書和文書；西漢墓出土有殘缺的紙質地圖，為放馬灘紙。
2013年3月5日公布为第七批全国重点文物保护单位。